# اریک ایسرائیلیان

اریک ایسرائیلیان (Erik Israyelyan) بوکسور اهل ارمنستان است که برنده مدال طلا وزن ۶۰ کیلوگرم مسابقات قهرمانی بوکس جوانان اروپا ۲۰۲۲ شد..